# Texas contro Johnson
Texas contro Johnson è una sentenza della Corte suprema degli Stati Uniti d'America del 1989, in cui i giudici hanno esplicitamente affermato, nella trattazione di una disputa sulla condotta di un manifestante nei confronti della bandiera degli Stati Uniti, l’incostituzionalità di punire in qualunque modo il vilipendio alla bandiera (in quanto legittima manifestazione della libertà di espressione), rafforzando così, nonostante le critiche, la tutela offerta dal I emendamento della Costituzione degli Stati Uniti d'America.

## Origine del contenzioso

### Vilipendio alla bandiera
L’origine del contenzioso è da ricondursi ufficialmente al 22 agosto 1984 quando a Dallas, in Texas, un cittadino statunitense di nome Gregory Lee Johnson, in una protesta anti-governativa velocemente degenerata e tenutasi al di fuori del Dallas Convention Center (dove si stava svolgendo nel mentre il Congresso nazionale per la nomina alle elezioni presidenziali dello stesso anno del Partito Repubblicano) diede pubblicamente fuoco alla bandiera degli Stati Uniti, venendo contestualmente arrestato dalla polizia (e multato per la somma di 2.000$), nonostante nessuno dei presenti sia partecipanti che estranei alla protesta si dichiarò offeso, in quanto atto perseguibile ai sensi del Codice penale del Texas.

### Fase antecedente alla Corte suprema
Ai sensi del testo legislativo, infatti, (contro cui, tra l’altro, Johnson fu l’unico processato nonostante fosse stato aiutato anche da altri soggetti) lo Stato del Texas (insieme ad altri 47 stati su 50) qualificava esplicitamente il vilipendio alla bandiera come reato (seppur limitato) e, per queste ragioni, anche la quinta corte d'appello statale, cui Johnson si era rivolto dopo la condanna in primo grado in data 13 dicembre, riaffermò tale condanna.
Tuttavia, qualche tempo dopo, appellatosi anche alla Corte d'appello del Texas (la corte suprema statale avente giurisdizione sui casi di diritto penale ed ufficialmente nota come Court of Criminals Appeals), questi ebbe un giudizio favorevole, avendo affermato i magistrati che l’arresto era stato una violazione della libertà di espressione di Johnson (per giunta supportata da una scriminante derivante dall’assenza di pericolo per l’ordine pubblico), in quanto “un governo non può imporre “per fiat” un sentimento di unità nei suoi cittadini. [Né] pertanto, […] scolpir[ne] un simbolo e prescrivere una serie di messaggi approvati da associare a quel simbolo.”
A causa di questo giudizio, dunque, il Texas decise tramite il proprio Procuratore generale di adire la Corte Suprema degli Stati Uniti con un Writ of certiorari, che la Corte accettò nel 1988.

## Opinione della Corte Suprema e dissensi

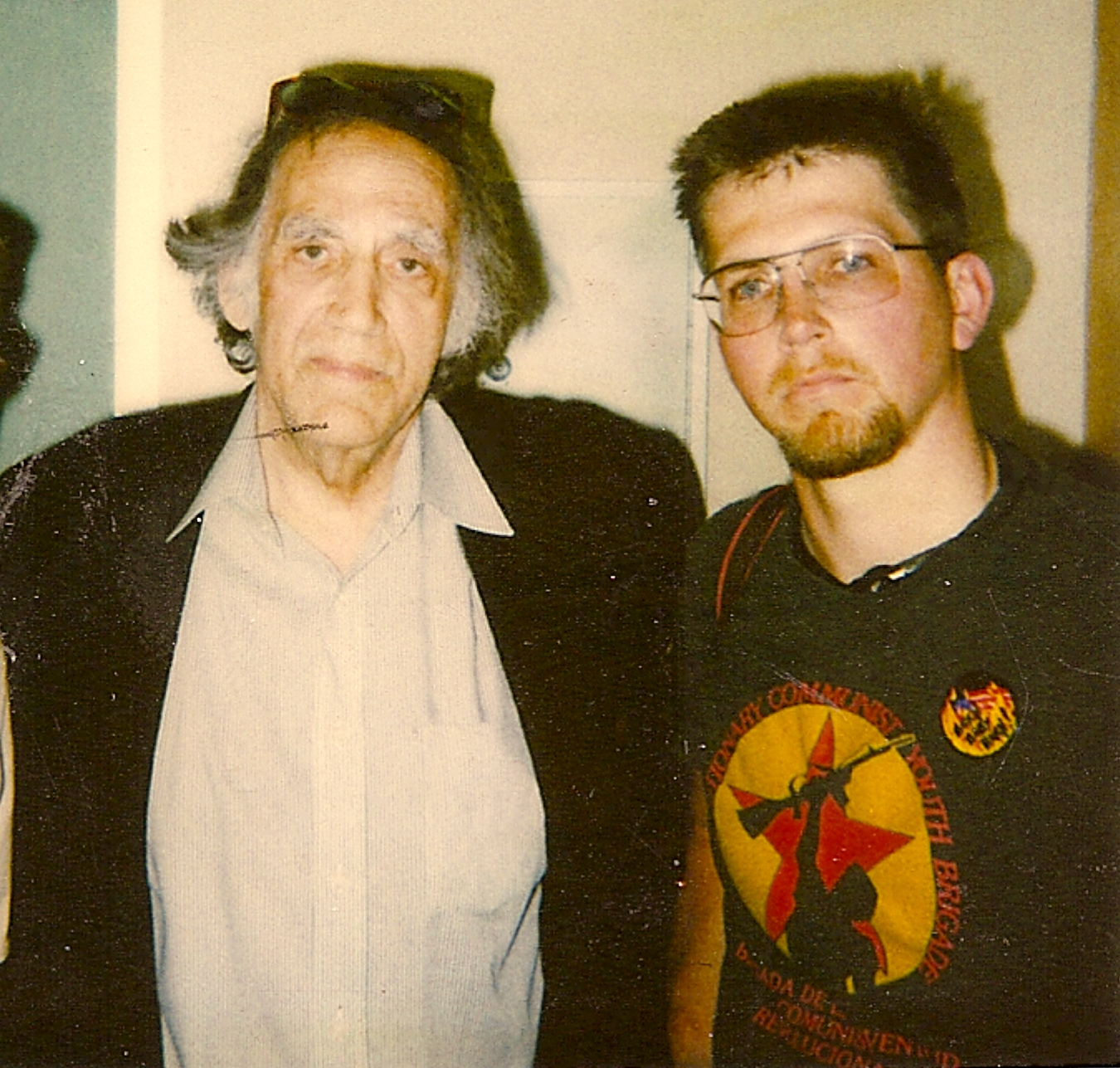
Johnson fotografato con il suo avvocato, William Kunstler.

### Opinione di maggioranza (Brennan)

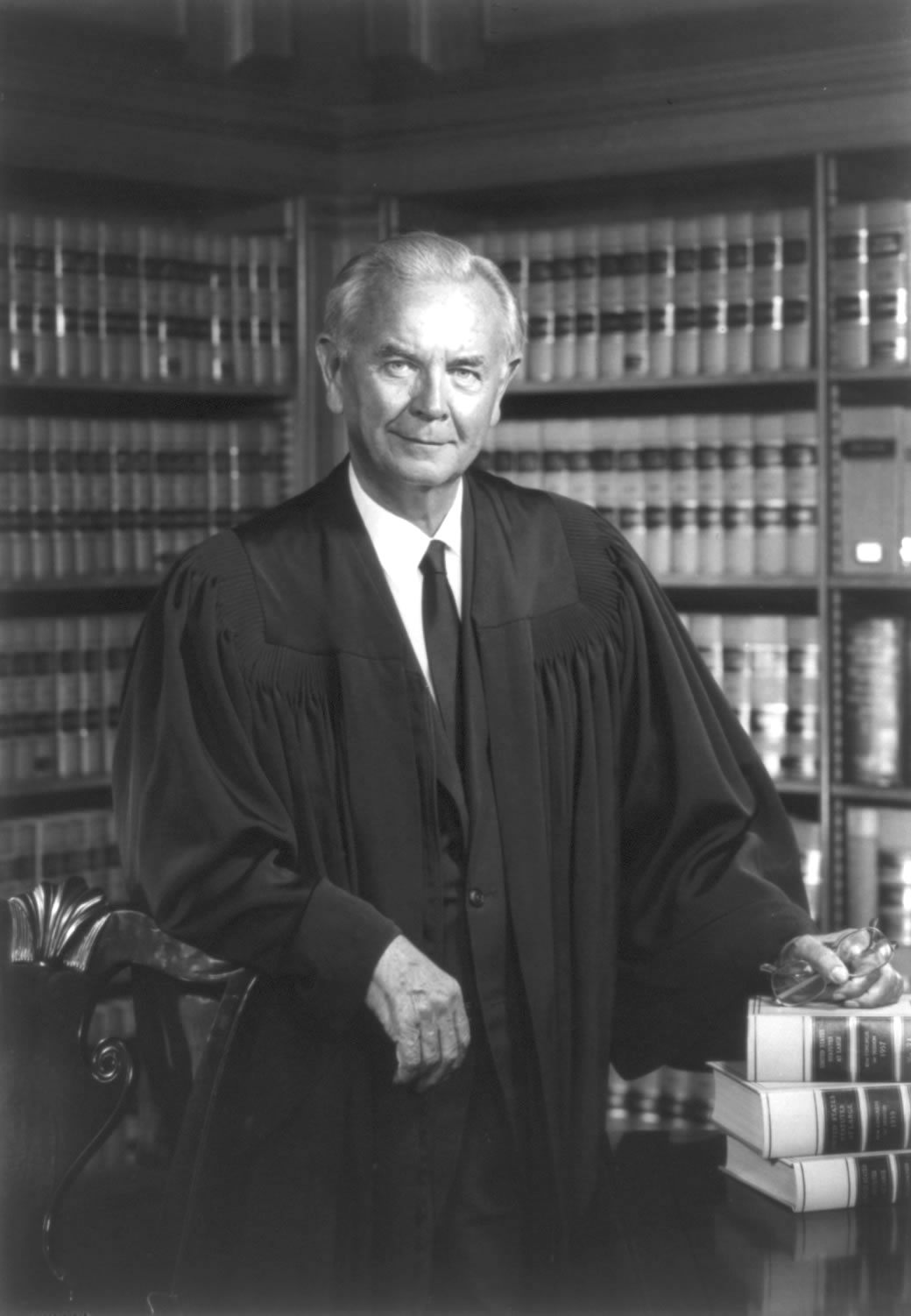
Ritratto del giudice William Brennan, che scrisse l’opinione di maggioranza.

Dopo aver tenuto delle audizioni sul caso in data 21 marzo 1989, la Corte infine decise con una maggioranza serrata di 5-4 in data 21 giugno, esponendo poco dopo la propria opinione scritta dal giudice William Brennan.
In questa, Brennan ha ribadito il riconoscimento di lunga data della Corte nel fatto che il I emendamento della Costituzione degli Stati Uniti d'America protegga anche gli atti non-verbali in quanto considerati, grazie ad una interpretazione analogica che li rende come una sorta di “discorso simbolico” per l’ordinamento giuridico ed invocando a giustificazione di ciò come si fossero già annullate due condanne sulle stesse basi, rispettivamente nel 1931 in Stromberg contro California (quando un lavoratore di un campo giovanile aveva pubblicamente esposto una bandiera rossa mentre in servizio) e nel 1969, in Tinker contro il Distretto Scolastico Indipendente della Comunità di Des Moines (a causa dell'uso provocatorio di una fascia nera, in ambiente scolastico, da parte di alcuni studenti contrari alla Guerra in Vietnam).
Ciò detto, la Corte analizzò successivamente le concrete azioni di Johnson, ritenendo che, ai sensi di quanto stabilito in Spence contro Washington (1974), "una varietà apparentemente illimitata di condotte possa essere etichettata come 'discorso' ogni volta che la persona impegnata nella stessa intenda così esprimere un'idea", avendo dunque riconosciuto che una condotta può essere "sufficientemente intrisa di elementi di comunicazione da rientrare nell'ambito del I e XIV emendamento", sebbene, al fine di determinare più concretamente se un particolare atto possedesse effettivamente tali elementi necessari, la Corte sì chiese come artificio retorico se "un intento di trasmettere un messaggio particolare fosse presente, e [se] la probabilità fosse grande che il messaggio sarebbe stato compreso da coloro che lo vedevano", rispondendosi che sulla base del precedente giudiziario il rogo della bandiera da parte di Johnson "costituiva una condotta [sufficientemente] espressiva, permettendogli [così] di invocare il Primo Emendamento", in quanto la natura politica del fuoco era "sia intenzionale che apparente in modo schiacciante", essendo coinciso con il Congresso nazionale per la nomina alle elezioni presidenziali del Partito Repubblicano.
La Corte, infine, ha respinto (citando Brandeburg contro Ohio — 1969) che Johnson fosse responsabile di una violazione dell’ordine pubblico, a differenza di quanto sosteneva il Texas, il quale lo riteneva un "tentativo a incitare a violazioni" che lo Stato potesse (e dovesse) prevenire, affermando tuttavia, a bilanciamento di ciò, che lo Stato potesse comunque punire, sebbene senza eccedere irragionevolmente questa sfera, il discorso che avesse incitato ad un’ "imminente azione extra-legale (o eversiva)" (che qui il rogo non costituiva, a differenza di quanto fatto, in quello specifico caso, dal Ku Klux Klan).

### Opinione concorrente (Kennedy)
Il giudice Anthony Kennedy ha presentato un'opinione concorrente con la maggioranza di Brennan, riconoscendo la natura impopolare (in quanto percepita come anti-patriottica) del giudicato, ma dichiarando allo stesso tempo, in un discorso assai ripreso specie dai contrari alla penalizzazione del suddetto vilipendio che:
(Anthony Kennedy in Texas contro Johnson (1989))

### Opinioni dissenzienti (Rehnquist e Stevens)

#### Opinione dissenziente (Rehnquist)
Contrario alla maggioranza, il Presidente della Corte William H. Rehnquist scrisse invece un'aspra opinione dissenziente, coadiuvato dai giudici Byron White e Sandra Day O'Connor, in cui si sostenne che la "posizione unica" della bandiera nazionale "giustifica[va] un divieto governativo contro la combustione […] nel modo in cui il convenuto Johnson ha fatto qui", argomentando ampiamente sulla storia americana e del vessillo e concludendo che bruciare un simbolo di unità nazionale era distintamente separato da altre manifestazioni politiche in cui la libertà di parola poteva proteggere i manifestanti.
Qui un estratto:
(William Rehnquist in Texas contro Johnson (1989))
Rehnquist ha sostenuto, infine, che la bandiera aveva una certa rilevanza, in modo un po’ crudo, essendo anche sulle tombe dei membri delle forze armate, e come tale dovrebbe essere tenuta in una posizione unica nella giurisprudenza del I Emendamento, come affermavano anche diverse sentenze precedenti (opportunamente invocate), tra cui Halter contro Nebraska (1907) e nello specifico la relativa opinione del giudice John Marshall Harlan, testualmente riportata. Infine, il Giudice capo ha accusato la stessa Corte di non aver trovato un appiglio legale solido nella Costituzione (a cui Brennan ha tuttavia risposto direttamente per iscritto, affermando che questo appoggio non esistesse in quanto “non esistevano categorie speciali protette e che la Corte si era rifiutata di crearne”) e che, nei riguardi della condotta, il rogo della bandiera da parte di Johnson non ha in alcun modo costituito una condotta espressiva, visto che il fuoco non è generalmente "una parte essenziale di alcuna esposizione di idee", ma piuttosto "l'equivalente di un “grugnito” o “ruggito inarticolato” che [...] è molto probabilmente indulgente non per esprimere alcuna idea particolare, ma per antagonizzare gli altri" e che, in tal senso, il Codice penale del Texas prevedeva una restrizione ragionevole e proporzionata, lasciando comunque Johnson con "una panoplia completa di altri simboli e forme concepibili di espressione verbale per esprimere la sua profonda disapprovazione della politica nazionale".

#### Opinione dissenziente (Stevens)
Anche il giudice John Paul Stevens scrisse un'opinione dissenziente (sebbene più pacata), sostenendo che l'importanza culturale della bandiera e di tutto ciò che rappresenta, più esteso del solo simbolo di unità nazionale.
Qui un estratto:
(John Paul Stevens in Texas contro Johnson (1989))
Stevens ha infine paragonato la profanazione pubblica della bandiera all’apposizione di messaggi a mo’ di bacheca sul Monumento a Washington, scrivendo che tale comportamento "potrebbe allargare il mercato per la libertà di espressione, ma a un costo che non pagherei", affermando che Johnson non fosse stato punito per la sua opinione, ma piuttosto per il modo in cui aveva scelto di esprimerla.

## Reazioni, eventi successivi e politicizzazione del caso

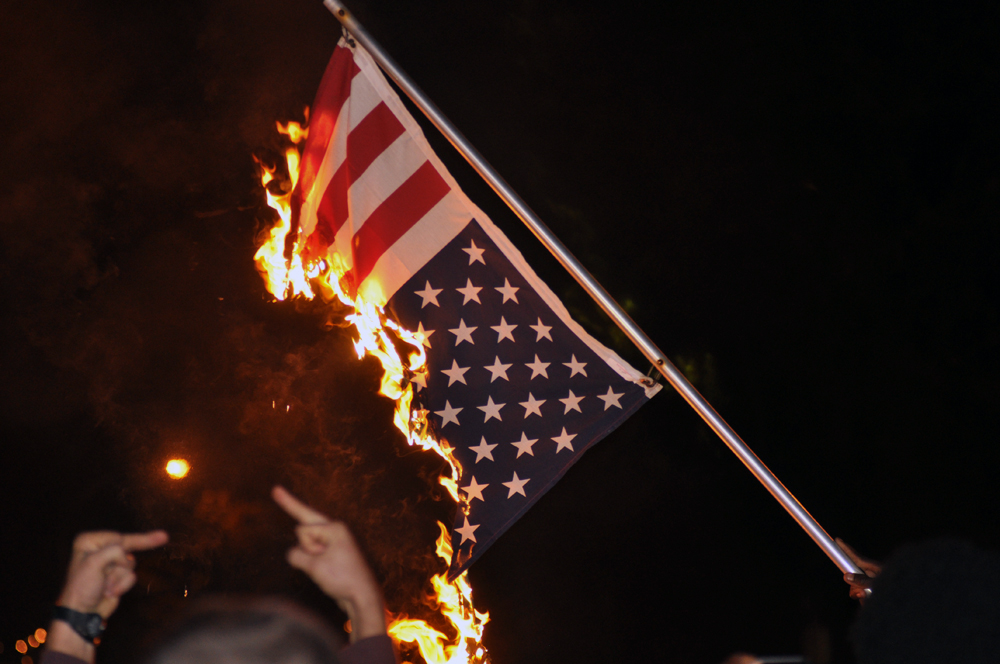
Una Bandiera degli Stati Uniti in fiamme durante una protesta del 2014 a Ferguson, in Missouri.

La decisione della Corte, per quanto in seguito divenuta pilastro fondamentale della giurisprudenza statunitense, fu presto fonte di numerose conseguenze, critiche e polarizzazioni politiche.

### In diritto ed in politica
Nello specifico, sul punto di diritto, la sentenza ha invalidato i divieti di vilipendio alla bandiera, che all'epoca erano presenti in 48 dei 50 Stati, mentre popolarmente la sentenza risultò essere presto impopolare tra il grande pubblico e i legislatori, con il Presidente, George H. W. Bush, che definì l’atto depenalizzato "assai sbagliato".
Lo stesso Congresso degli Stati Uniti condannò aspramente la decisione, presentando ed approvando quell’anno un disegno di legge (il c.d. Flag Protection Act) volto a rettificare la situazione e rendere il Vilipendio alla bandiera (alla pari di molte altre nazioni, da cui gli Stati Uniti si erano distaccati con il giudicato) un reato a valenza federale. La costituzionalità della legge è stata tuttavia presto contestata (per giunta dallo stesso Johnson) davanti alla stessa Corte Suprema, che ha prevedibilmente riaffermato in Stati Uniti contro Eichman (1990) la sua decisione, invalidando l’atto.
Negli anni successivi alla sentenza, poi, il Congresso ha considerato più volte la proposta di un emendamento sulla profanazione della bandiera, che avrebbe modificato la Costituzione degli Stati Uniti per rendere illegale tale pratica, ma non l'ha mai approvato.

### Tra la popolazione
La questione dell'incendio della bandiera è rimasta controversa decenni dopo ed è ancora usata come forma di protesta.
La sentenza, in sé, è stata percepita da subito come impopolare e ha attirato critiche schiaccianti da parte del pubblico, tanto che lo stesso Newsweek ha descritto un manifesto senso di "indignazione sbalordita" in tutto il paese, mentre in un sondaggio d'opinione a livello nazionale preso poco dopo la sentenza, il 75% degli intervistati non era d'accordo con la decisione. Il Time l’ha invece descritta come una delle migliori sentenze della Corte Suprema degli Stati Uniti dal 1960, così come molti giuristi (sebbene non tutti pienamente), che hanno apprezzato l’estensione della libertà di espressione.
Infine, come ironia della sorte, il 20 luglio 2016 lo stesso Johnson è stato nuovamente arrestato per aver bruciato la bandiera americana durante  Congresso nazionale per la nomina alle elezioni presidenziali dello stesso anno del Partito Repubblicano, che si stava svolgendo a Cleveland, in Ohio. Grazie alla sentenza, tuttavia, i pubblici ministeri hanno archiviato le accuse nel gennaio 2017 e la città di Cleveland ha accettato di pagare 225.000$ come risarcimento del danno.